# Victor Terras
Victor Terras (1921-2006) fue un eslavista estadounidense de origen estonio.

## Biografía
Nacido el 21 de enero de 1921 en Estonia, emigraría a los Estados Unidos a comienzos de la década de 1950, obteniendo la nacionalidad de este país. Falleció el 17 de diciembre de 2006. Fue un estudioso de la literatura rusa, en especial del novelista Fiódor Dostoyevski.
Además de varios libros sobre Dostoyevski, entre los que se encuentran análisis de El idiota y Los hermanos Karamázov y un estudio de la juventud del novelista, escribió una monografía sobre Belinski  —elogiada por Joseph Frank— y una historia de la literatura rusa.

## Obra
- The young Dostoevsky (1846-1849): A critical study (Mouton, 1969)[7]
- Belinkskij and Russian Literary Criticism. The Heritage of Organic Aesthetics (University of Wisconsin Press, 1974)[8]
- A Karamazov Companion: Commentary on the Genesis, Language, and Style of Dostoevsky's Novel (University of Wisconsin Press, 1981)[5][6]
- (ed.) Handbook of Russian Literature (Yale University Press, 1985)[10][9]
- The Idiot: An Interpretation (Twayne, 1990)[4]
- A History of Russian Literature (Yale University Press, 1991)[9]
- Reading Dostoevsky (University of Wisconsin Press, 1998)[3]